# مناطق حضارية في ألمانيا

تعد المناطق الحضرية في ألمانيا الإحدى عشرة  مناطق ذات كثافة سكانية عالية في جمهورية ألمانيا الاتحادية. وهي تتألف من المدن الألمانية الكبرى ومناطق مستجمعات المياه المحيطة بها وتشكل المراكز السياسية والتجارية والثقافية للبلاد. تم تنظيم المناطق الحضرية الأحد عشر في ألمانيا في وحدات سياسية لأغراض التخطيط.
باستخدام تعريف أضيق للمدن، تتجاوز أربع مدن فقط عتبة مليون شخص على الأقل داخل حدودها الإدارية، وهي: برلين وهامبورغ وميونيخ وكولونيا.
لالمراكز الحضرية خارج المناطق الحضرية، التي تولد جذب مماثل في نطاق أصغر لمنطقتهم، ومفهوم Regiopolis قدم وعلى التوالي منطقة regiopolitan أو رجو من قبل الأساتذة الألمان في عام 2006.

## المناطق الحضرية
مرتبة أبجديا:
1. منطقة العاصمة برلين
2. بريمن / منطقة أولدنبورغ الكبرى
3. منطقة العاصمة الألمانية الوسطى
4. منطقة فرانكفورت / راين-ميتروبوليتان
5. منطقة هامبورغ متروبوليتان
6. منطقة العاصمة هانوفر-براونشفايغ-جوتنجن-فولفسبورج
7. منطقة ميونيخ الكبرى
8. منطقة نورنبرغ متروبوليتان
9. منطقة الراين - نيكار متروبوليتان
10. منطقة راين-رور متروبوليتان (تغطي أيضًا منطقة كولونيا بون)
11. منطقة العاصمة شتوتغارت

## الخمسة الكبار
غالبًا ما تتم مقارنة المناطق الخمس الأكثر أهمية، والتي يطلق عليها بشكل جماعي «الخمسة الكبار»،   بالمناطق الحضرية الأوروبية الأخرى للاستثمار وتنمية السوق. هم (من الشمال إلى الجنوب): هامبورغ وبرلين ومنطقة الرور المتعددة المراكز - دوسلدورف - كولونيا (يشار إليها مجتمعة باسم الراين - الرور)، فرانكفورت وميونيخ. تعتبر مجموعة دراسة العولمة والمدن العالمية (GaWC) فرانكفورت مدينة عالمية «ألفا» (ألفا) بينما تعتبر المدن الأخرى مدنًا عالمية "β" (بيتا).
- Hamburg
- Berlin
- راين-رور (>5.000.000 inhabitants: دويسبورغ, إسن (ألمانيا), دورتموند, دوسلدورف, كولونيا)
- Frankfurt
- ميونخ

يشكل كل منها أنواع المجموعات ويحقق مستويات متفاوتة من الأداء في مجالات مثل النشاط التجاري، ورأس المال البشري، وتبادل المعلومات والتكنولوجيا، والخبرة الثقافية، والمشاركة السياسية.
- هامبورغ، لأهميتها في الخدمات اللوجستية العالمية
- برلين، لأهميتها السياسية والثقافية
- راين-رور، للخدمات اللوجستية والتكنولوجيا والصناعة
- فرانكفورت / راين ماين لاقتصادها المالي ونقلها البشري
- ميونيخ، لمجتمع الأعمال والعلوم والتكنولوجيا

## قائمة
highest score of all metropolitan regions  highest score of all metropolitan areas